# Alkaloida Vegyészeti Gyár

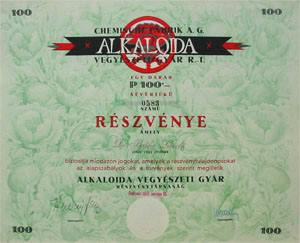
Alkaloida részvény - 1941

Az Alkaloida Vegyészeti Gyár Zrt. a SUN Pharmaceutical Industrial Ltd. indiai székhelyű cégcsoport tagja.
A korábbi ICN (International Chemical Nuclear) Pharmaceuticals Inc. nemzetközi vállalatbirodalom tagja volt. Az ICN 33 országban gyártott több mint 600 egészségvédő termékkel van jelen a világ piacain, értékesítési és jövedelmi növekedés, tőkemegtérülés szempontjából igen sikeres társaság. Alkalmazottainak száma 15 700 fő, 1997. évi forgalma 752 millió dollár, eredménye 114 millió. Világviszonylatban az első 10 gyógyszervállalat között van, Kelet-Európában vezető szerepet tölt be. Az ICN Magyarország Részvénytársaság a hazai 186 gyógyszerforgalmazó között a 12. helyen állt/

## Története
A világszerte elismert magyar gyógyszeripar valamikori öt legnagyobb gyárának egyike, az ország északkeleti részén, Tiszavasváriban működő ALKALOIDA Vegyészeti Gyár Zrt. majdnem kilencvenéves múltra tekint vissza. A részvénytársaságot Kabay János gyógyszerész alapította 1927-ben zöld máktokból történő morfin gyártására. A gyáralapító szabadalma képezi jelenleg is a morfin ipari előállításának alapjait az egész világon.
Az 1980-as évekig dinamikusan fejlődő vállalat, az évtizedekig jellegzetesen egy terméket előállító társaság Szabolcs-Szatmár-Bereg megye legnagyobb, (akkor még) 2200 főt foglalkoztató, több mint 60 féle gyógyszerkészítményt gyártó és forgalmazó iparvállalatává nőtte ki magát.
Az 1996. augusztus 30-án létrejött privatizációs szerződéssel a részvények többségének, majd egészének tulajdonosa a kaliforniai székhelyű multinacionális gyógyszergyár, az ICN (Internacional Chemicals Nuclears) Pharmaceuticals Incorporated lett. A kapcsolat azonban nem bizonyult tartósnak, sőt felhőtlennek sem.
Még az új évezred elején döntött úgy az ICN amerikai vezérkara, hogy az alapanyag és hatóanyag gyártással is foglalkozó üzletágait, így az Alkaloidát is értékesíti.
Az ICN korábban azt az ígéretet tette, hogy itt lesz a cég európai kutató központja.
Nem így lett, pedig a megfelelően felkészült személyzet és az őket kiszolgáló létesítmények akkor nyugat-európai színvonalon álltak rendelkezésre Tiszavasváriban.
Az ilyen előzmények után kiírt cégértékesítési ajánlatra a SUN Pharmaceuticals Industrial Ltd., egy indiai székhelyű cég pályázott és 2005 augusztusában megszerezte a vállalat többségi tulajdonát. A tulajdonosváltás zökkenőmentesen zajlott. Ami a tulajdonosváltással az itt dolgozók részére legnagyobb pozitívumot jelentette, hogy a cég visszakapta eredeti nevét - Alkaloida Zrt. - és ismét tiszavasvári székhellyel lett bejegyezve.

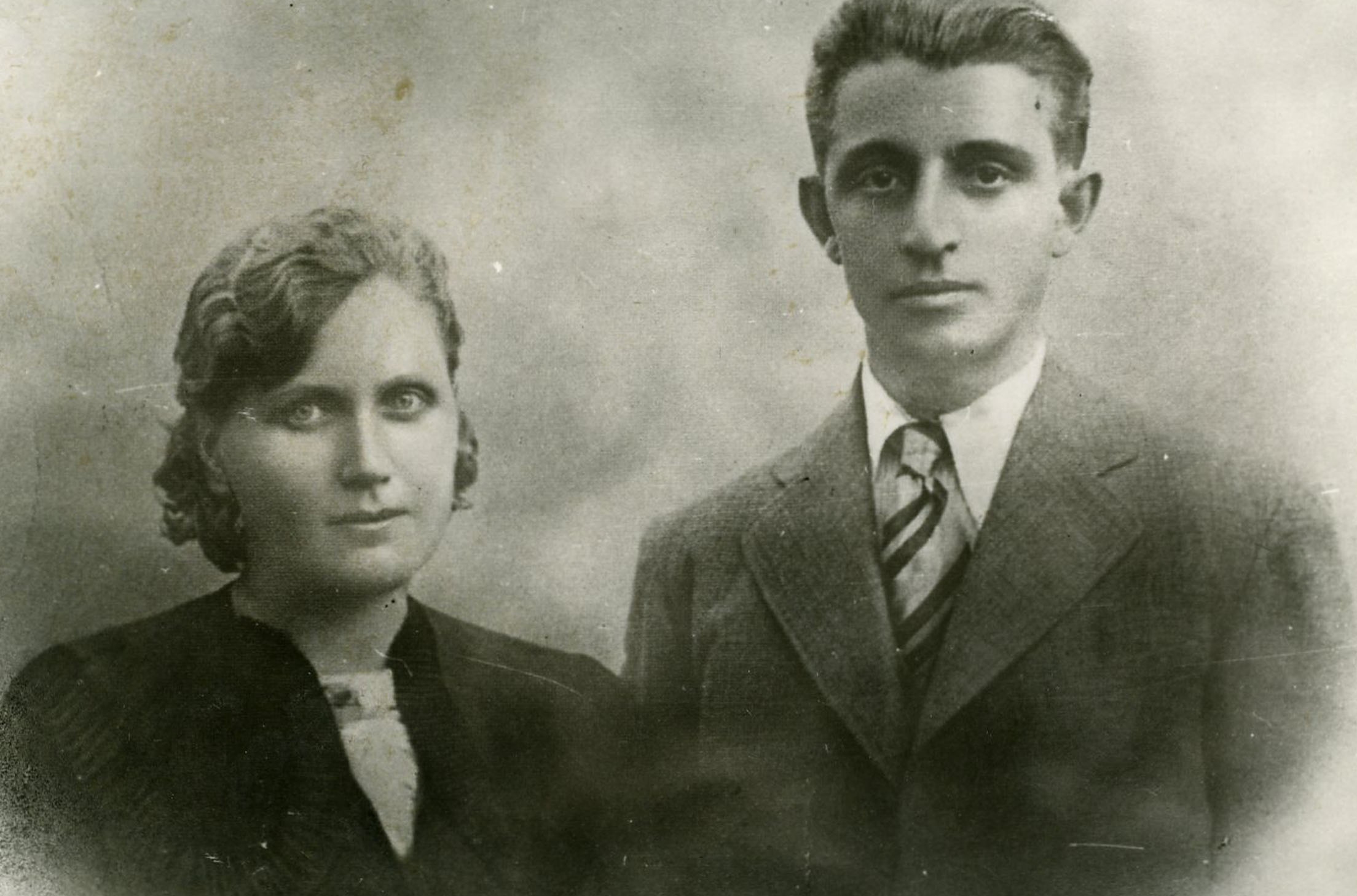
Kelp Ilona és Kabay János

/Az ICN Magyarország Rt.-ben korábban az ICN-nek 67,12%-os, az Állami Privatizációs és Vagyonkezelő Rt.-nek 25,6%-os tulajdonrésze volt, a fennmaradó hányadon kisrészvényesek osztozhattak. A tiszavasvári gyár a világszerte elismert magyar gyógyszeripar öt legnagyobb gyárának egyike volt, közel 1800 dolgozót foglalkoztatott. Jegyzett tőkéje 6,96 milliárd forint volt, melynek megoszlása: 31% hazai, 69% külföldi.
2016. április 19-én a Magyar Nemzet 56. Hungarikumának választották Kabay János  életművét.

## Vezetők
Az ICN Magyarország Részvénytársaság korábbi vezetői:
A társaság elnök-vezérigazgatója Dupcsák László (1943), okleveles közgazdász, tervező-elemző szakközgazdász, mérlegképes könyvelő.
Vezérigazgató-helyettesek: Bene György (termelési), Bergh Sándor (értékesítési és marketing), Hagyó-Kováts László (műszaki), Laskai Károly (humánpolitikai és PR), Puskás Attila (K+F), Répási János (minőségbiztosítási) Szabó László (gazdasági)

## Tevékenysége

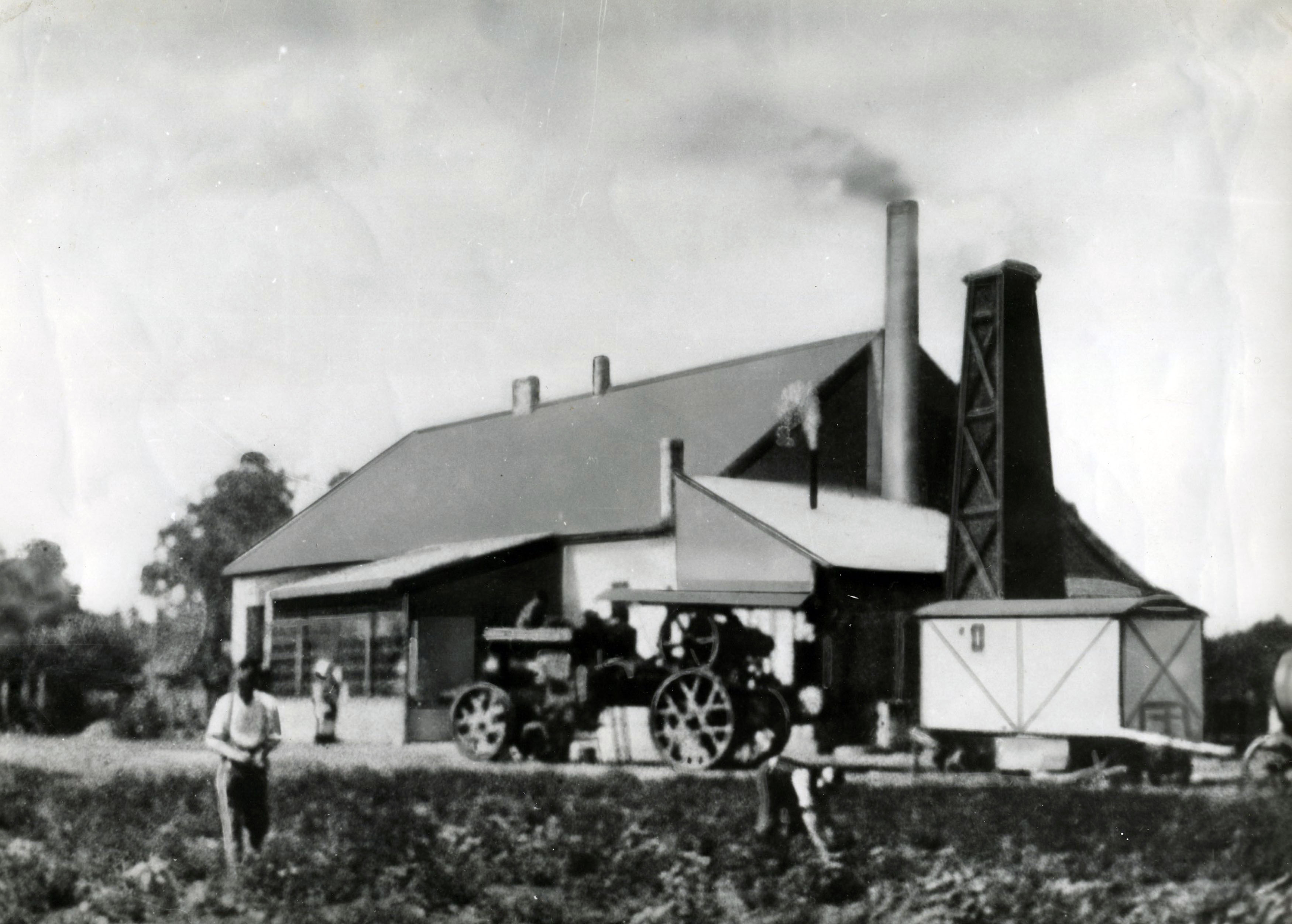
Alkaloida 1927

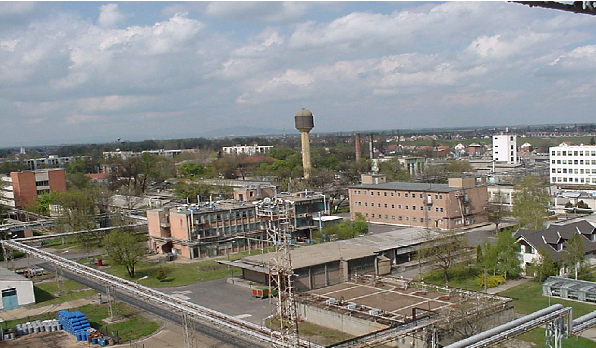
Alkaloida_ZRT

- Alkaloida_ZRTAz Alkaloida Vegyészeti Gyár Zrt. fő tevékenysége
- gyógyszer hatóanyagok, intermedierek, kész gyógyszerek gyártása és értékesítése mind a hazai, mind a külföldi piacokon.
- A részvénytársaság morfin, morfin és kodein származékok, valamint pszichotróp vegyületek elismert gyártója Magyarországon, és egyike annak a néhány vállalatnak, amely a világon ilyen anyagok gyártásával foglalkozik.
- Termékpalettáján egyaránt megtalálhatók a saját fejlesztésében vagy licencia alapján gyártott szív és érrendszerre ható gyógyszerek, a gyulladáscsökkentők, a központi idegrendszerre ható szerek, gyomorsavlekötő, asztma és allergia-, valamint malária elleni gyógyszerkészítmények.
- Az Alkaloida minősítési és felszabadítási tevékenységet végez az USA és az EU piacaira szánt SUN termékek esetében.

Az ICN Magyarország Részvénytársaság korábbi tevékenységei
- gyógyszer-hatóanyagok (morfin-alkaloidok, kodein és származékai – ezekből a termékcsoportokból az Rt. a világ legnagyobb exportőrei közé tartozik –, továbbá maláriaellenes klorokin-sók és a nyugtatókhoz felhasználható fenobarbitál
- intermedierek (pl. anti-epileptikus imino-dibenzil) és
- gyógyszerek (mintegy 60 féle) gyártása és értékesítése 40%-ban a hazai, 60%-ban a külföldi piacokon. Termékeit a világ 71 országában ismerik és vásárolják. Gyógyszereinek jellemző terápiás területei: szív- és érrendszeri betegségek, mozgásszervi megbetegedések, az emésztőrendszer panaszai, a központi idegrendszer zavarai. A cég értékesítése az alábbiak szerint oszlik meg:

gyógyszerhatóanyag 33,5%
kész gyógyszer 50,9%
intermedierek 11,9%
Az Rt. intenzív kutatási-fejlesztési tevékenységet folytat originális és generikus vonalon is. Jelenleg 42 magyar és 191 analóg külföldi szabadalommal rendelkezik.
Gyártástechnológiai szempontból a termelési tevékenységet két vonal jellemzi:
- Alkaloidkémia és mellékalkaloidok – morfin extrakciója száraz máktokból Kabay-módszerrel és morfinszármazékok előállítása (kodein, dihidrokodein). A technológia lényege és története l. Magy. Kém. Lapja 53, 169 (1998).
- Szintetikus hatóanyagok gyártása laboratóriumban és üzemcsarnokban (fenobarbitál, klorokin, stb.)

Termelési tevékenységünket jól jellemzi a 10-es „toptáblázat” (1. táblázat).

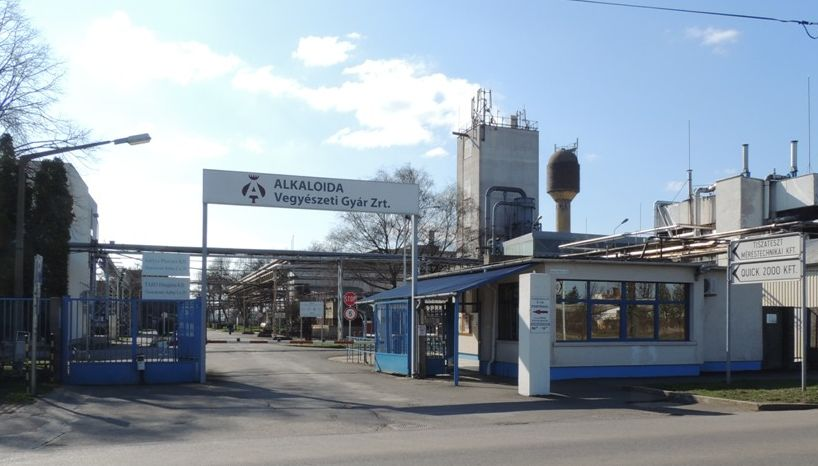
Alkaloida 2015

A vállalat jelentős összegeket fordít fejlesztő beruházásokra (pl. gyógyszerformulázó üzem) és környezetvédelemre (pl. hulladékégető mű). A technológiák folyamatos korszerűsítése során kezdetben a termelés növelésén, a fajlagos felhasználások csökkentésén volt a hangsúly, majd a környezetvédelmi jellegű fejlesztések kerültek előtérbe, a levegő-, a víz- és a talajszennyezés, valamint a zaj csökkentése. Mindeközben a gyártás is számottevően korszerűsödött, és helyenként a számítógépes folyamatirányítást is alkalmazzák.
A Társaság magas színvonalú minőségbiztosítási és -ellenőrzési rendszert épített ki, amely megfelel a GMP-nek, a magyar és az ISO 9001 nemzetközi szabványnak. Az önellenőrzésen túl tevékenységét rendszeresen ellenőrzi az országos Gyógyszerészeti Intézet, valamint az Egyesült Államokbeli FDA is.
Az ICN Magyarország Rt. az ICN vállalatbirodalomba történő integrálódása révén a nagy hagyományú tiszavasvári gyár kutatási, termelési és értékesítési tapasztalatait, alkalmazottainak szakértelmét, szellemi alkotó kapacitását egyesíti az amerikai befektetők tőkeerejével, az ICN Pharmaceuticals kutatási, fejlesztési és globális piacgazdasági felkészültségével, multinacionális szervezetének intézményes lehetőségeivel.
Az ICN Magyarország Részvénytársaság 1998. év rendes közgyűlésén megelégedéssel állapíthatták meg azt, hogy a társaság 1997. évi nettó árbevétele elérte a 11,7 milliárd forintot, s így 48%-kal haladta meg az előző évit.

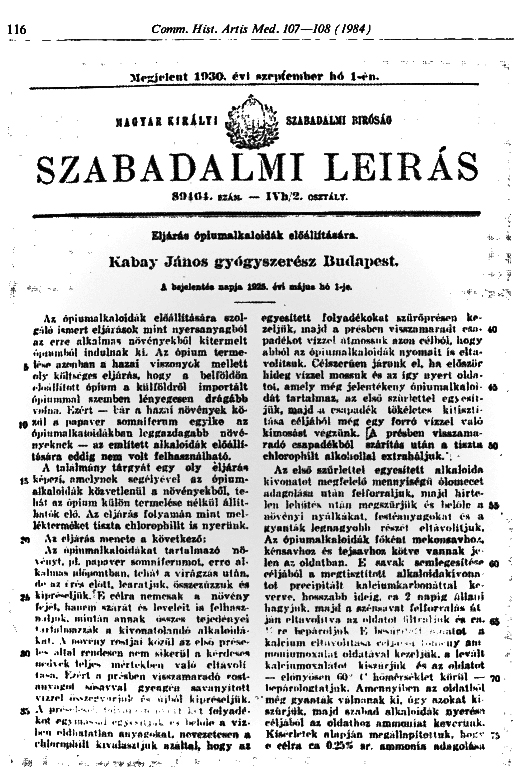
Szabadalmi leírás

A cég belföldi értékesítése 16%-kal nőtt, az eladásban több mint 2/3-os aránynyal képviseltették magukat a gyógyszer-specialitások, emelkedett a gyógyszeralapanyagok és csökkent a növényvédőszerek aránya. A belföldi értékesítés 4,9 milliárd forintot tett ki.
Az exportértékesítés csaknem 85%-kal emelkedett, ezen belül kiugró a gyógyszereladás növekedése, az 1997-es adat 506%-a az 1996-osnak! Mindez annak ellenére alakult így, hogy a kedvezőtlen máktermés miatt igen szűkös volt a kodein- és morfinszármazék-árulalap. Az ugrásszerű növekedés mögött a tulajdonosváltozásból adódó piaci lehetőségek vannak, konkrétan: az orosz piacéi. Az 1997. évi export értéke 6,9 milliárd forintra emelkedett.
Az ICN Magyarország Részvénytársaság az 1996. évi csaknem másfél milliárdos veszteséggel szemben 1997-ben 742 millió Ft nyereséget ért el. A pozitív változások hátterében az értékesítési eredményeken túl jelentős szerepet játszott a költséggazdálkodás szigorodása, a hitelállomány átalakítása, valamint az exportnövekedés árfolyamnyeresége és az import csökkenő árfolyamvesztesége is.
A Társaság teljes munkaidős létszáma 1997-ben 1745 fő volt, másfél százalékkal csökkent az előző évhez képest; összetétele a marketing erősítését tükrözve változott. A keresetszínvonal 30,9%-kal nőtt.
1997-ben két nagykereskedelmi befektetést hajtottunk végre. A cég 600 millió forintért 25%-os részesedést szerzett az OMKER Rt.-ben, és 46,7 milliós befektetésével, 23%-os részesedéssel, más tulajdonosokkal együtt megalapította a PHarmaCom Kft.-t. Mindkét befektetés a Társaság hosszú távú stratégiai céljaival összhangban történt.
A Társaság közgyűlése módosította az alapító okiratot. A Társaság cégneve – az Alkaloida szó elhagyásával – ICN Magyarország Részvénytársaság, rövidített cégneve: ICN Hungary Rt. A közgyűlés határozott arról, hogy kötelezettségének eleget téve a társaság névre szóló, általános részvényesi jogokat biztosító részvényeit a sorszámok változatlanul hagyásával új részvényekre cseréli ki.

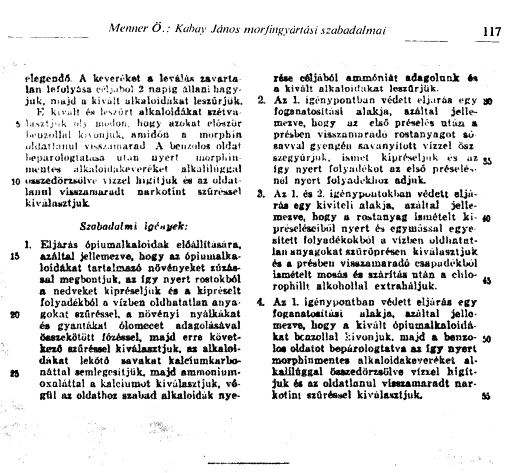
Szabadalmi leírás

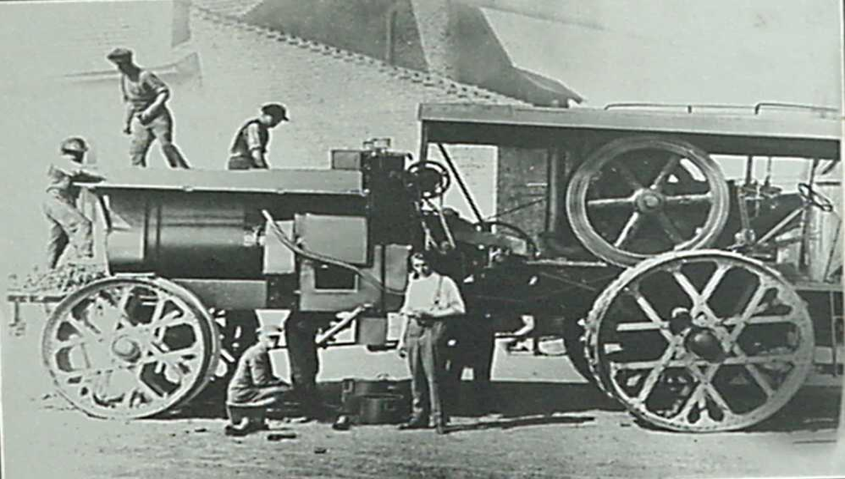
1927

A vállalat stratégiai céljai közé tartozik a magasabb feldolgozottsági fokú termékek előállítása, az azonos kiindulási anyagon alapuló termékcsaládok bővítése és a termékpaletta korszerűsítése. A modernizálás során megszűnnek az évi több száz tonna nagyságrendű gyártások, amelyeket nagy energiaigény és magas hulladék-kibocsátás jellemzett, s kevésbé gazdaságosak voltak. Az ICN Pharmaceuticals, Inc., többségi tulajdonos által elindított beruházások célja kis volumenű, de nagy értékű termékek meghonosítása, melyeknél kis energiaigény és alacsony környezeti terhelés várható. Még a több mint hetvenéves morfinextrakció korszerűsítésére is vannak lehetőségek, biztató félüzemi eredmények születnek a reverz ozmózison alapuló membránszűrés alkalmazása terén.